# Racławice Śląskie (gmina w rejencji opolskiej)
Racławice Śląskie (niem. Amtsbezirk Deutsch Rasselwitz) – zbiorowa gmina wiejska (Amtsbezirk) w powiecie prudnickim, rejencji opolskiej. Funkcjonowała w latach 1874–1945 w Rzeszy Niemieckiej. Siedzibą gminy były Racławice Śląskie (Deutsch Rasselwitz).
Gminę Racławice Śląskie utworzono 1 maja 1874 na obszarze powiatu prudnickiego. Powstała z obszaru gromady Racławice Śląskie. Pierwszym administratorem okręgu został Paul Engel zamieszkały w Racławicach Śląskich.
Jednostka przetrwała do 1945 roku. Po II wojnie światowej została zniesiona. W grudniu 1945 władze polskie utworzyły w reaktywowanym powiecie prudnickim gminę Racławice Śląskie w innych granicach administracyjnych.